# Mia Borisavljević
Mia Borisavljević (8. lipnja 1984.) srbijanska je pjevačica i televizijska ličnost. Rođena je u Valjevu, Jugoslavija kao Mirjana Borisavljević.

## Brak
Borisavljević se udala za pjevača Bojana Grujića u srpnju 2022. godine. Par ima dvije kćeri.

## Diskografija
Albumi
- Mia (2008.)
- Moj Beograde (2013.)
- Jedna ja (2019.)